# Dopachrom-Tautomerase
Dopachrom-Tautomerase (Dct) (Gen: DCT) heißt das Enzym, das Dopachrom zu 5,6-Dihydroxyindol-2-carboxylat (DHICA) umwandelt. Dieser Reaktionsschritt  gehört zu einem von zwei Stoffwechselwegen zur Herstellung des Pigments Melanin. Mutationen am DCT-Gen können die Haarfarbe beeinflussen.
Dct ähnelt der Tyrosinase und der DHICA-Oxidase, hat jedoch als katalytisches Zentrum anstatt Kupfer zwei Zinkatome. DCT ist in Europäern überdominant. Dct ist nicht nur ein Marker für Melanoblasten, sondern es reguliert auch die Sprossung neuronaler Vorläuferzellen.

## Katalysierte Reaktion
⇒ 
Dopachrom wird zu DHICA umgelagert.